# Gold Washboard
Gold Washboard – polski zespół muzyczny grający jazz tradycyjny, powstał w Warszawie we wrześniu 1971 roku. Utworzony został przy warszawskim klubie Stodoła.
W pierwotnym składzie znaleźli się:
- Andrzej Bigolas – klarnet,
- Andrzej Duszyński – trąbka,
- Waldemar Duszyński – perkusja,
- Mikołaj Kamiński – kontrabas,
- Janusz Szprot – piano,
- Paweł Tartanus – banjo,
- Ryszard Zawistowski – puzon, lider zespołu.

Grupa zadebiutowała w Konkursie Jazzu Tradycyjnego Złota Tarka w Warszawie, w którym zdobyła wyróżnienie Polskiego Stowarzyszenia Jazzu. Następnie muzycy z powodzeniem występowali na rozmaitych imprezach i festiwalach jazzowych – w 1973 na Studenckim Festiwalu Jazzowym Jazz nad Odrą we Wrocławiu i na Jazz Festiwal Emmaboda w Szwecji; w 1974 na Międzynarodowym Festiwalu Muzyki Jazzowej Jazz Jamboree w Warszawie, na festiwalach dixielandowych w Szwecji, NRD, Szwajcarii oraz w Czechosłowacji, gdzie zdobył tytuł zespołu ekstraklasy europejskiej i srebrny medal, a także na KJT Złota Tarka, gdzie tym razem otrzymał główną nagrodę. W następnym roku Gold Washboard został nagrodzony przez publiczność festiwalu jazzowego w Belgii, a w roku 1978 na Pomorskiej Jesieni Jazzowej otrzymał Klucz do Kariery. Zespół koncertował niemal w całej Europie, a także w Mongolii i na Kubie. Jest to też pierwszy w historii muzyki zespół jazzowy, który dał koncert w Watykanie (1979).
Dokonał licznych nagrań nie tylko w Polsce (Polskie Radio), ale też za granicą (Radio Malmö, radia w NRD i na Węgrzech). Wystąpił też w wielu programach telewizyjnych – polskich i zagranicznych. Współpracował z takimi międzynarodowymi gwiazdami, jak piosenkarki Monika Bergkvist (Szwecja) i Dorothy Ellison (USA) czy klarnecista „Wild Bill” Davison (USA).
W 1981 roku zmienił się i ustabilizował następujący skład grupy:
- Krzysztof Adamek – perkusja,
- Władysław Dobrowolski – trąbka,
- Jerzy Galiński – klarnet,
- Mikołaj Kamiński – kontrabas,
- Ryszard Zawistowski – lider,
- Wiktor Zydroń – banjo.

Ponadto z grupą współpracowali: Henryk Alber (gitara klasyczna), Jerzy Dunin-Kozicki (perkusja), Wiesław Eyssymont (trąbka), Wojciech Kamiński (fortepian), Janusz Strobel (gitara klasyczna).
Roman Kurowski był zagranicznym menażerem zespołu w latach 1973–1976.